# Charlestown (Boston)
Charlestown, seit 1874 Stadtteil von Boston, wurde 1628 gegründet und war die erste Hauptstadt der Massachusetts Bay Colony. Die Stadt liegt im Nordosten Bostons auf einer Halbinsel, die sich nach Südosten zwischen Charles River und Mystic River erstreckt.
Die geographische Ausdehnung Charlestowns hat sich seit seinen kolonialen Wurzeln tiefgreifend verändert. Landaufschüttungsmaßnahmen haben Boston in die Back Bay erweitert, Hügel eingeebnet und Charlestown erweitert, indem der schmale Charlestown Neck (Charlestowner Landenge) beseitigt wurde, die das nordwestliche Ende der Charlestowner Halbinsel mit dem Festland verband.

## Sehenswürdigkeiten

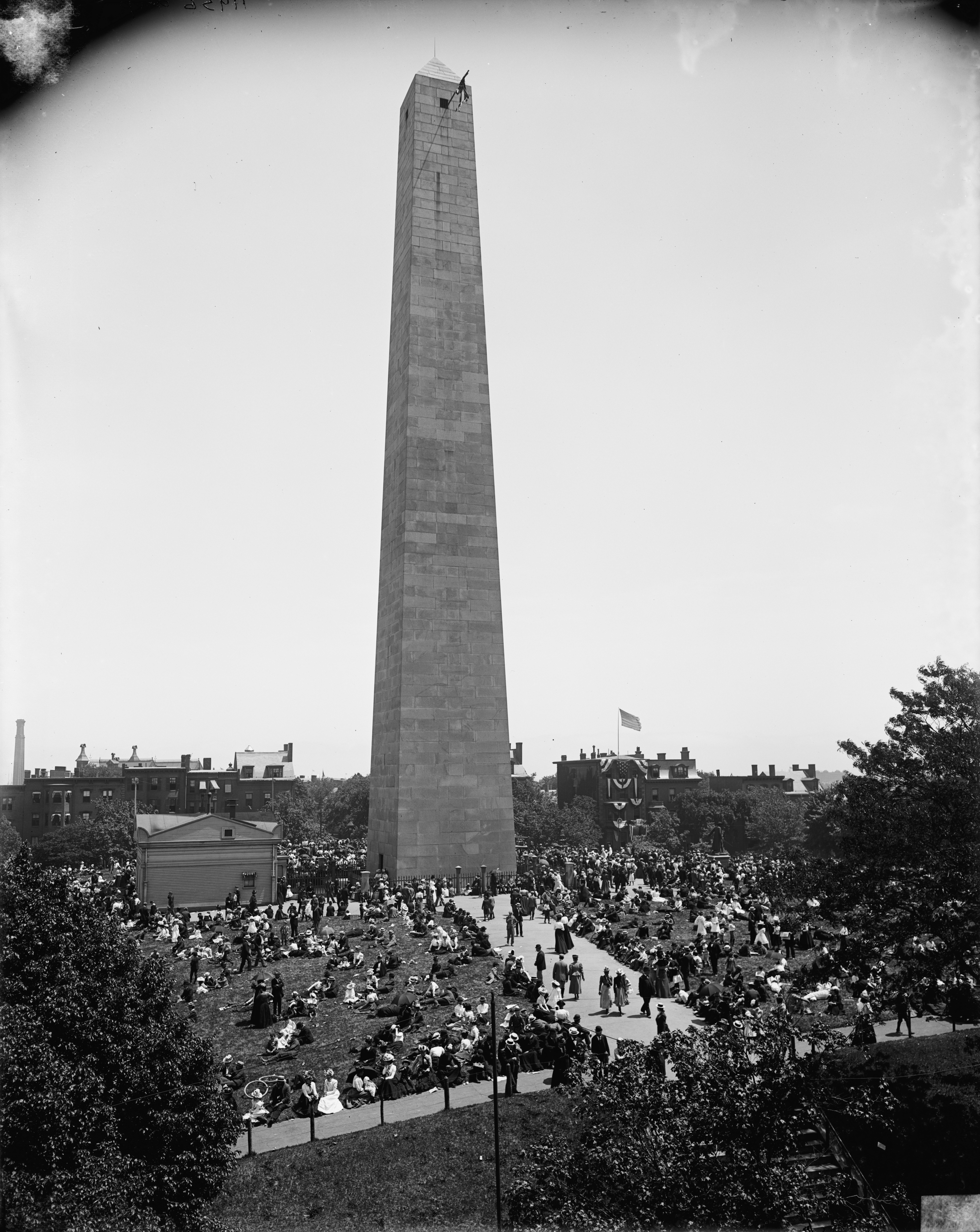
Bunker Hill Monument am Bunker Hill Day (zwischen 1890 und 1901)

### Bunker Hill Monument
Der Schlacht von Bunker Hill vom 17. Juni 1775 auf der Charlestowner Halbinsel ist das Bunker Hill Monument gewidmet. Der Bunker Hill lag nahe dem Nordwestende der Halbinsel, bei der Charlestowner Landenge und eine Meile vom Charles River entfernt. Die Schlacht fand eigentlich auf Breed’s Hill statt, der den Hafen und die Stadt überblickt und nur 400 yd (365,8 m) vom Ende der Halbinsel entfernt ist. Die Stadt wurde einschließlich der Kais und Werften durch Kanonenfeuer während der Schlacht zerstört.

### USS Constitution
Das älteste noch im aktiven Dienst befindliche Kriegsschiff der Welt, die Fregatte Constitution, liegt in der alten Marinewerft (Charlestown Navy Yard) und kann dort besichtigt werden. Sie dient heutzutage repräsentativen Zwecken der US Navy.

## Sacco und Vanzetti
In der Nacht vom 22. auf den 23. August 1927 wurden im Staatsgefängnis von Charlestown Ferdinando Sacco und Bartolomeo Vanzetti auf dem elektrischen Stuhl hingerichtet. Die beiden aus Italien eingewanderten Arbeiter waren der Beteiligung an einem Raubmord angeklagt und in einem bis heute umstrittenen Prozess zum Tode verurteilt worden. 1977 wurden sie posthum durch den Gouverneur von Massachusetts rehabilitiert.

## Söhne und Töchter der Stadt
- Samuel Whittemore (1696–1793), Bauer und Soldat
- Nathaniel Gorham (1738–1796), Politiker
- Francis Dana (1743–1811), Jurist und Politiker
- Thomas Welsh (1752–1831), Mediziner
- Thaddeus Mason Harris (1768–1842), Bibliothekar und Geistlicher
- James Frothingham (1786–1864), Maler
- Samuel F. B. Morse (1791–1872), Erfinder und Professor für Malerei, Plastik und Zeichenkunst
- Daniel Pierce Thompson (1795–1868), Politiker, Schriftsteller und Richter, der Vermont Secretary of State war
- Albert Gallatin Blanchard (1810–1891), Brigadegeneral im konföderierten Heer im Sezessionskrieg
- Carl Adami (1834–1900), Opernsänger, Tenor
- Frank Welch (1835–1878), Politiker
- William Herbert Bixby (1849–1928), Brigadegeneral der United States Army
- William Mellody (1884–1919), Boxer
- „White Trash“ Rob Lind (Blood for Blood, Ramallah)
- Matt Grzelcyk (* 1994), Eishockeyspieler

## In der Kunst
- Der Thriller The Town – Stadt ohne Gnade von Ben Affleck spielt in Charlestown. Einblendungen zu Beginn des Films behaupten, dass es in Charlestown eine ungewöhnliche Tradition der Bankräuberei gebe, die von Generation zu Generation weitergegeben werde. Auch einige Sätze der Filmhandlung beziehen sich darauf.